# Ir.D.F. Woudagemaal
L'ir. D.F. Woudagemaal (stazione di pompaggio a vapore di Wouda) si trova a Lemmer, nei Paesi Bassi, ed è la più grande stazione di pompaggio a vapore del mondo tra quelle ancora funzionanti.

## Storia
Il 7 ottobre 1920 la regina Guglielmina inaugurò la stazione che aveva il compito di pompare all'esterno l'acqua in esubero presente nella Frisia. Nel 1967, dopo aver funzionato a carbone per 47 anni, le cisterne vennero modificate per poter utilizzare il petrolio. Dal 1998 l'ir. D.F. Woudagemaal fa parte dei Patrimoni dell'umanità dell'UNESCO.